# Desmos praecox
Desmos praecox (Hook.f. & Thomson) Saff. – gatunek rośliny z rodziny flaszowcowatych (Annonaceae Juss.). Występuje naturalnie w Bhutanie oraz Indiach (w stanach Sikkim i Asam). 

## Morfologia
PokrójZimozielone drzewo.
LiścieMają kształt od owalnego do eliptycznego lub lancetowatego. Mierzą 8–15 cm długości oraz 3–5,5 cm szerokości. Nasada liścia jest klinowa. Blaszka liściowa jest o spiczastym wierzchołku. Ogonek liściowy jest nagi i dorasta do 5–10 mm długości.
KwiatySą pojedyncze, rozwijają się w kątach pędów. Działki kielicha mają równowąsko podłużny kształt, są owłosione i dorastają do 7–10 mm długości. Płatki mają kształt od równowąskiego do eliptycznego i bladozieloną barwę, osiągają do 5–9 cm długości. Kwiaty mają owłosione słupki o podłużnym kształcie i długości 1–2 mm.
OwoceTworzą owoc zbiorowy.

## Biologia i ekologia
Rośnie w wiecznie zielonych lasach. Występuje na wysokości od 500 do 1200 m n.p.m. Kwitnie od lutego do maja, natomiast owoce pojawiają się od września do grudnia.